# Gregorio Guerrero Laplaza
Gregorio Guerrero Laplaza (Peñas de San Pedro, Albacete, 28 de noviembre de 1845-Albacete, 30 de mayo de 1922) fue un tallista e inventor español. Comisionado de la Real Academia de Bellas Artes de San Fernando, su labor artística se desarrolló entre Albacete y Madrid, lugar este último donde ejecutó trabajos para miembros de la Corte y la Nobleza.

## Biografía
Los primeros años de Gregorio Guerrero transcurren en su pueblo natal, Peñas de San Pedro, donde su padre ejercía de carpintero en una casa de la calle Mayor, que hacía las veces de residencia y taller. Será aquí donde Gregorio se iniciará en el oficio, para luego continuar su aprendizaje en el taller de la plazoleta de San José, ya en Albacete, donde su padre trasladó la carpintería a mediados del siglo XIX.
El 7 de febrero de 1870 contrae matrimonio con Isabel Constanza Martínez González en la Iglesia de Nuestra Señora de la Esperanza de Peñas de San Pedro.
Entre los años 1875 y 1879 Gregorio Guerrero se traslada a vivir a Cartagena junto a su hermano José, donde según las fuentes orales, entre otros trabajos, se dedica a la construcción de altares. Es allí donde nacen, de un total de cinco, sus dos primeros hijos: Gerónima y Francisco Guerrero Martínez, quien heredaría la técnica y el oficio.
El año 1879 es el año del regreso de Gregorio y José Guerrero a Albacete, donde abren un taller de carpintería y talla en la calle del Rosario nº21.
En 1888 la Real Academia de Historia y la Real Academia de Bellas Artes de San Fernando de Madrid, por medio de su Comisión Mixta Organizadora de las Comisiones Provinciales de Monumentos histórico-artísticos, acordó el nombramiento de Gregorio Guerrero Laplaza como comisionado, estando adscrito a la Comisión Provincial de Monumentos de Albacete hasta su muerte.
Una vez reconocida su maestría comienza a recibir encargos en Madrid, donde viaja en repetidas ocasiones desde Albacete hasta que a finales de siglo fija su domicilio en la calle Don Juan de Austria nº12, donde residirá algún tiempo realizando trabajos para miembros de la Nobleza y la Corte. Es en esta etapa cuando entabla relación con el insigne escultor valenciano Mariano Benlliure y Gil, con quien colabora en los trabajos de decoración que don Ignacio Bauer encarga a este último para su palacio, encargándose de ejecutar las tallas del conocido como “Saloncito Bauer”. 
En 1904 ha regresado ya definitivamente a Albacete, donde abre un nuevo taller de ebanistería en la calle del Tinte nº42 junto a sus hijos Francisco y José Balbino.
Finalmente, muere el 30 de mayo de 1922, en la calle del Carmen nº22 de la capital albaceteña, en casa de su hija Gerónima, con quien vivió sus últimos años desde que enviudara de su mujer en 1917.

## Obra artística
Obras en Albacete y provincia:

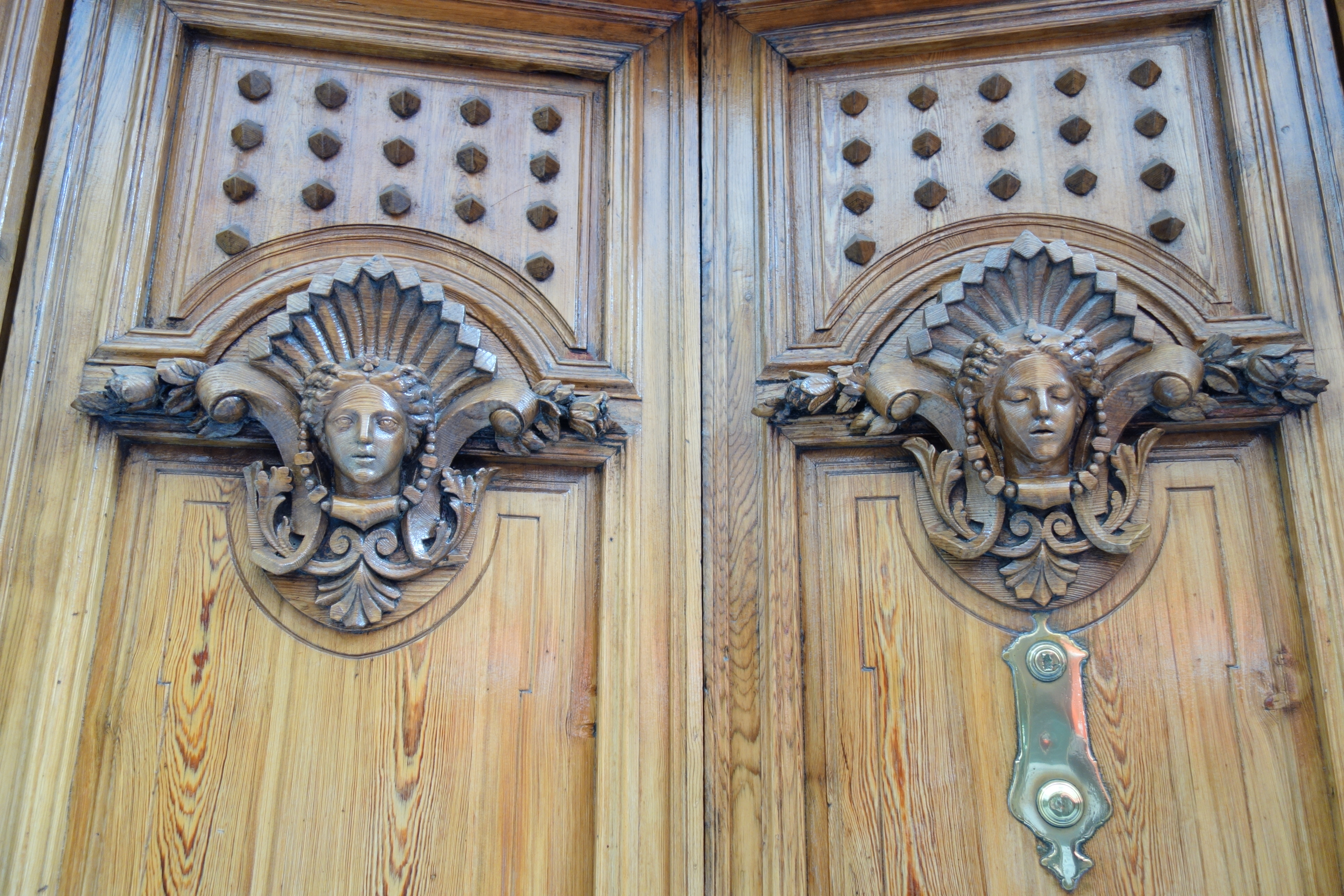
Puertas talladas en madera (calle Zapateros, 8, Albacete)

- Puertas de la casa de don Rafael Serrano Alcázar, en la calle de la Feria nº17; puertas de la casa situada en la calle Zapateros n.º 8 (únicas que aún se pueden disfrutar); puertas de la familia Moreno en Pozohondo (Albacete).
- Diseño de los números y saetas del reloj del Ayuntamiento ubicado en la Casa Lonja.
- Trabajos decorativos en escayola y madera en comercios locales de Albacete capital, como fueron las farmacias de Santoyo y la de Constantino Martínez; en el ramo de la bisutería, paquetería y perfumería, la «Sociedad Anónima Fontecha»; en el de los tejidos, «La Virgen de los Llanos», de Alejandro Sánchez, que encargó a Gregorio Guerrero una imagen de la Virgen en piedra para que luciera en su fachada.; en el de los comestibles «La Pajarita», de Giménez y Dalmau; u otras tiendas como la de Manuel Ortega, en el número veintisiete de la calle Mayor.
- El marco en el que se encuadró el título de hijo adoptivo de la ciudad de Albacete que se entregó al General Ochando; el busto de Cervantes ubicado en el teatro del mismo nombre de la capital; las cornucopias premiadas en la Exposición Nacional de Bellas Artes de 1897, una de las cuales podría ser la que se conserva y es propiedad de uno de sus tataranietos; el proyecto de monumento a Saturnino López.Artesonado capilla de San Antonio en la Catedral de San Juan en Albacete.

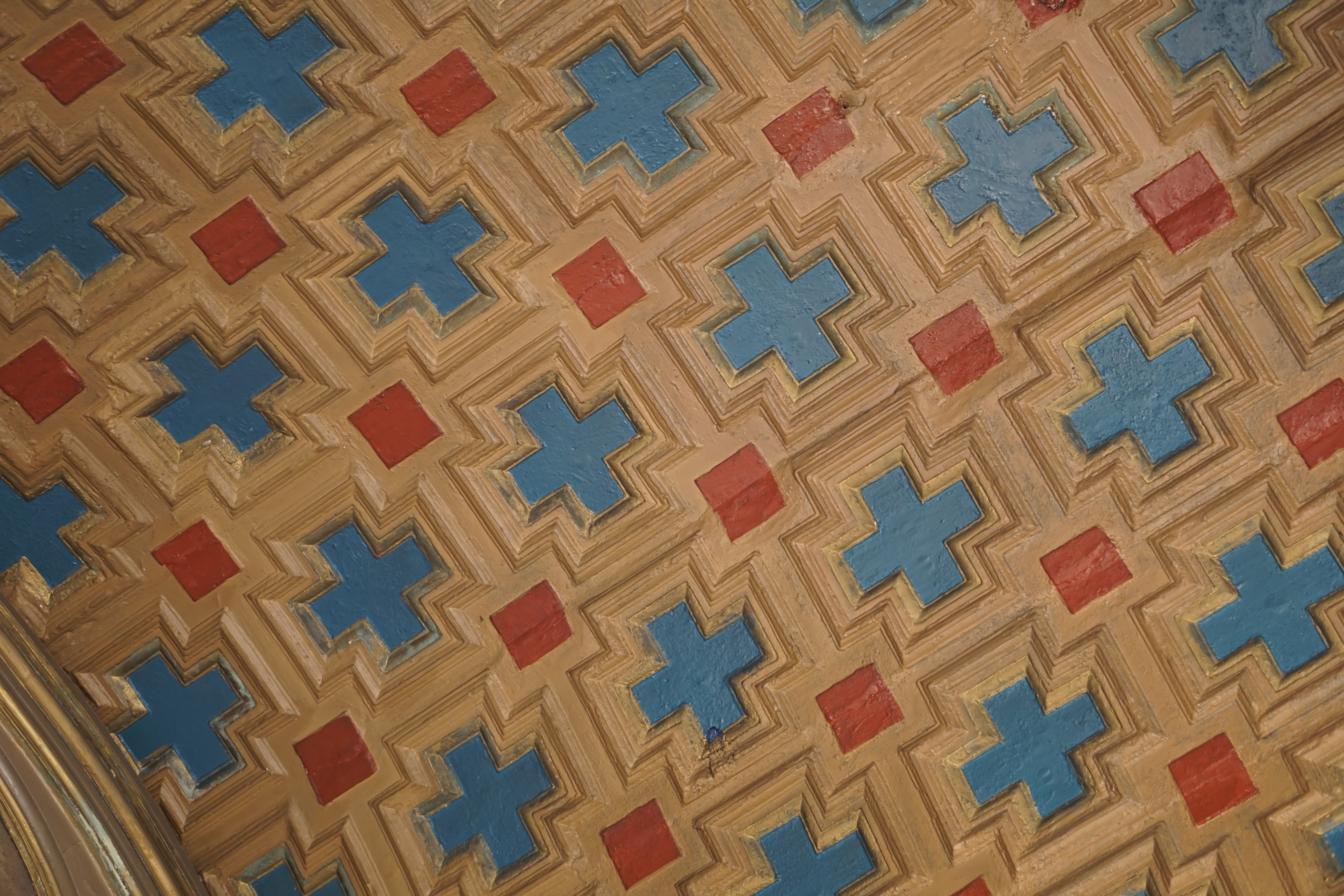
Artesonado capilla de San Antonio en la Catedral de San Juan en Albacete.

- El altar mayor de la Iglesia de Santa María del Salvador de Chinchilla (Albacete), en cuya restauración trabajó al incorporarle un nuevo cuerpo en el que elaboró las imágenes de San Pedro, San Pablo, San Marcos, Aarón, Moisés, San Lucas, San Joaquín y Santa Ana. Todo el altar fue quemado en el año 1936, por lo que no queda ninguna pieza del mismo en la actualidad.
- El retablo de la capilla del cementerio de Albacete, pieza que aún se conserva.Altar de la capilla antigua del Cementerio de Albacete.

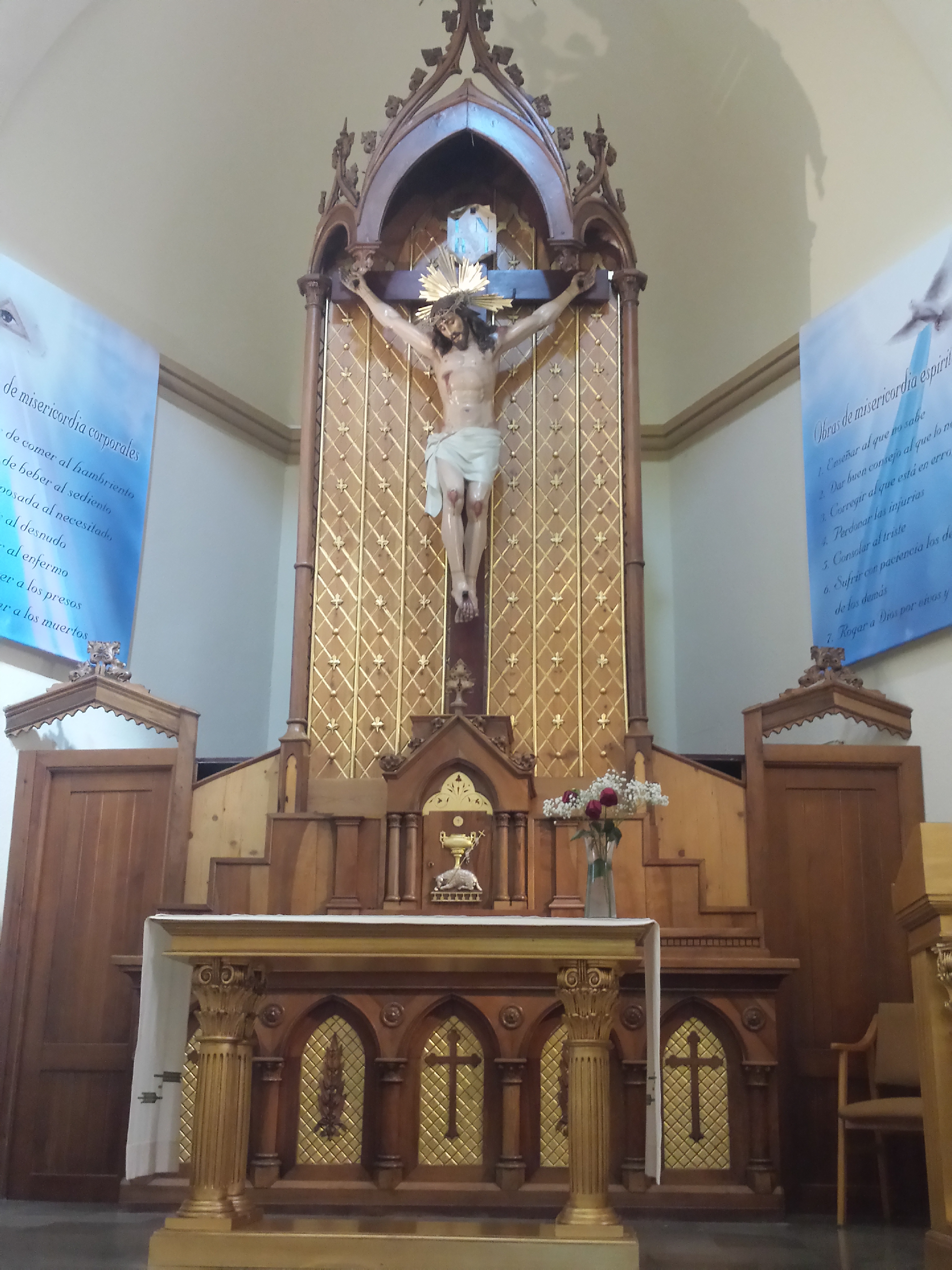
Altar de la capilla antigua del Cementerio de Albacete.

- En la Catedral de San Juan de Albacete, la capilla de estilo gótico en que se venera a Santa Rita y la dedicada a San Antonio, obra estilo renacentista. En ambas se conserva el altar, además del artesonado en la segunda. Sin embargo, todas las imágenes del templo son posteriores al ser destruidas antes del inicio de la Guerra Civil.
- Efigie de un Cristo Nazareno, encargo de la Cofradía de Nuestro Padre Jesús y Cristo Resucitado de Pozohondo (Albacete). La obra no se conserva en la actualidad.

Obra en Madrid:
- Decoración del “Saloncito Bauer” en colaboración con don Mariano Benlliure y Gil en el palacio de don Ignacio Bauer. Se encargó en particular de la talla de dicho espacio correspondiente a los marcos de las puertas y los frisos que lo adornaban.
- Trabajos para el Conde de Valdelagrana: se le atribuye el techo para el hotel del que era propietario y también del artesonado y el mobiliario del comedor de su palacio.
- Trabajos para el palacio en el paseo de Recoletos de la Duquesa de Medinaceli, doña Ángela Apolonia Pérez de Barradas y Bernúy: se le atribuye la decoración de una de las galerías y la propia puerta exterior del palacio.

De la obra en Madrid nada se conserva, puesto que los palacios han desaparecido, salvo el de Ignacio Bauer, actual conservatorio de música, del que todos los elementos de valor fueron desmontados y repartidos entre los herederos.
Aunque se atribuyen a su hijo Francisco Guerrero Martínez, las intervenciones de éste en el Teatro Circo y el Gran Hotel de Albacete, tuvieron por necesidad que contar con la supervisión o intervención indirecta de Gregorio Guerrero. Por desgracia, no pudo ser testigo de su obra más importante al fallecer apenas cuatro años antes de su inicio: la ornamentación escultórica del Pasaje Lodares de Albacete.

## Inventos

Plantillas de goma elástica y aire comprimido

"Mueble del siglo XX", un armario de nueva creación.

Gregorio Guerrero Laplaza, al tiempo que ejerce su oficio, desarrolla una pasión por la invención que se plasma en varias patentes, algunas de ellas compartidas con su hermano José y su hijo Francisco. El grueso de estos inventos es engendrado a partir del desarrollo y evolución natural del trabajo de taller, estudiando problemas e inconvenientes que plantean muebles y objetos de uso cotidiano para buscarles una solución que facilite y mejore su utilización. Así crean: “El mueble del siglo XX”, “Silla articulada”, “Sillón articulado propio para barberos y peluqueros”, “Sistema de montaje de cajones”, “Pantallas de madera cruzadas”. Los tres primeros registrados por Gregorio y los dos últimos por su hermano José.
Sin embargo, la inventiva de Gregorio Guerrero Laplaza no se circunscribe únicamente al ámbito de la carpintería y la mejora de todo tipo de mobiliario, su labor creativa se expande mucho más allá. Pone a trabajar su imaginación tanto para objetos de pequeño formato, como “La bocina de madera para fonógrafos”, “El mechero con eslabón y piedra” o “Las plantillas de goma elástica y aire comprimido con destino a toda clase de calzado” ―idea visionaria de las actuales cámaras de aire en las zapatillas deportivas―, como para artilugios de grandes dimensiones, caso de “La máquina segadora” o “El ferrocarril-automóvil”, consistente en una máquina de vapor con un sistema de oruga parecido al utilizado por lo tanques 
En el Registro de la Propiedad Industrial solo se acredita la puesta en práctica de “El mueble del siglo XX”, la “Silla articulada”, el “Sistema de montaje de cajones”, “La bocina de madera para fonógrafos” y “La máquina segadora”. Aunque todas estas patentes caducaron años después por falta de pago de las cuotas correspondientes, a excepción de la primera de ellas de la que se vendieron los derechos de explotación de la misma.

## Distinciones
- Medalla de Plata en la Exposición Universal de Barcelona de 1888. Galardonado por el Jurado de la agrupación décima, en el apartado “mobiliario y menaje” por un conjunto de piezas, entre las que se encontraban un armario de nogal y un arcón.
- Tercera Medalla en la Exposición Nacional de Bellas Artes de 1897. Galardonado en la sección de “Arte Decorativo”, por dos cornucopias en madera.